# Scopula reducta
Scopula reducta là một loài bướm đêm trong họ Geometridae.